# گراسبرگ
گراسبرگ (به آلمانی: Grasberg) یک شهر در آلمان است که در استرهلتس واقع شده‌است. گراسبرگ ۷٬۷۰۰ نفر جمعیت دارد.